# Leslie Handunge
Leslie Donovan Perera Handunge (ur. 18 czerwca 1921 w Kandy, zm. ?) – cejloński pięściarz. Reprezentant kraju podczas igrzysk olimpijskich w 1948 w Londynie. igrzysk olimpijskich w 1952 w Helsinkach.
Na igrzyskach w Londynie wystąpił w turnieju wagi muszej. Najpierw wygrał z Guillermo Porteiro z Urugwaju a następnie przegrał z Spartaco Bandinelliem z Włoch.
Na igrzyskach w Helsinkach wystąpił w turnieju wagi muszej. Najpierw wygrał z Jesúsem Tello z Meksyku a następnie przegrał z Dai Dowerem z Wielkiej Brytanii. 